# Taklīf mā lā yutāq
Der Taklīf mā lā yutāq (arabisch تكليف ما لا يطاق, DMG taklīf mā lā yuṭāq ‚Auferlegung des Unerfüllbaren, Verpflichtung zu etwas Undurchführbarem‘) ist ein Problem der islamischen Theologie, das in vormoderner Zeit intensiv unter Aschʿariten, Muʿtaziliten, Māturīditen und Imamiten diskutiert wurde. Umstritten war die Frage, ob Gott dem Menschen etwas als Pflicht auferlegen kann, was dieser nicht zu leisten vermag.
Hintergrund für die Entstehung der Debatte war die mudschbiritische Handlungstheorie der Dschahmīya, die davon ausging, dass der Mensch nie selbst handelt, sondern seine Handlungen von Gott hervorgebracht werden. Diese Theorie wurde später in abgeschwächter Form von anderen Gruppen wie den Aschʿariten übernommen. Die Muʿtaziliten versuchten diese Theorie mit dem Argument zu entkräften, dass dann Gott den Menschen mit dem Taklīf etwas auferlege, das sie nicht erfüllen könnten. Die Aschʿariten bemühten sich im Gegenzug auf verschiedene Weise zu beweisen, dass eine solche Auferlegung des Unerfüllbaren durch Gott doch möglich sei und sogar schon im Koran vorkomme. Eines ihrer wichtigsten Argumente war das Beispiel von Abū Lahab: Er sei von Gott verpflichtet worden, an den Koran zu glauben, der aber wiederum Aussagen enthalte, die zeigen, dass er niemals den Glauben annehmen werde. Die Muʿtaziliten, Māturīditen und Imamiten wiesen dieses Argument zurück und argumentierten, dass ein Taklīf mā lā yutāq schimpflicher Unsinn sei, der göttlichen Weisheit widerspreche und somit nicht von Gott ausgehen könne. Außerdem verwiesen sie auf die koranische Aussage, wonach Gott keiner Seele mehr auflastet, als sie tragen kann (so Sure 2:286). Zwar galt der Taklīf mā lā yutāq als ein speziell aschʿaritischer Lehrsatz, doch waren die Meinungen dazu innerhalb der aschʿaritischen Schule in Wirklichkeit geteilt. Einige aschʿaritische Theologen bemühten sich darum aufzuzeigen, dass dieser Lehrsatz rein handlungstheoretische Bedeutung hat und nicht die im Fiqh geltende Regel aufhebt, dass im Falle fehlender Handlungsfähigkeit der Gläubige von der Erfüllung der religiösen Pflichten entbunden ist.

## Der theologische Hintergrund der Debatte

### Handlungstheoretische Diskussionen

#### Die mudschbiritische Handlungstheorie
Eine der frühesten Bewegungen, die den Taklīf mā lā yutāq lehrte, war die von Dschahm ibn Safwān begründete Dschahmīya, die eine extreme Form der Zwang-Lehre vertrat, nach der der Mensch selbst nur metaphorisch handelt, während es in Wirklichkeit Gott ist, der seine Handlungen ausführt. Diese Position wird in der islamischen Doxographie als dschabritisch oder mudschbiritisch bezeichnet. Der muʿtazilitische Gelehrte al-Malāhimī (gest. 1044) berichtet: „Die dschahmitischen Mudschbiriten lehrten, dass alles, was Gott dem Menschen auferlege, eine Auferlegung von Unerfüllbarem (taklīf mā lā yuṭāq) sei, weil sie meinten, dass Gott derjenige ist, der die Handlungen der Menschen erschafft. So hat er ihnen das geboten, was er selbst mit ihnen macht, und ihnen verboten, was er mit ihnen macht, während sie selbst nicht imstande sind, dies zu vollbringen.“
Nach al-Malāhimī übernahmen später die Naddschāriten und die Aschʿariten diese Theorie vom Taklīf mā lā yutāq von den Dschahmiten, allerdings lehrten sie, dass der Mensch die von Gott erschaffenen Handlungen erwerben müsse. Erwerb (kasb), so erklärt al-Malāhimī, bedeutet dabei das gleichzeitige Eintreten von Handlung und Handlungsfähigkeit (muqāranat al-fiʿl li-l-qudra). Wenn Gott den Erwerb einer Handlung gebiete, bedeute das bei ihnen, dass er sie zeitgleich mit dem Eintreten der Handlungsfähigkeit erlange. Und wenn er ihm eine Handlung verbiete, dann halte er ihn zeitgleich mit dem Eintreten der Handlungsfähigkeit davon ab. So habe er ihm etwas auferlegt, was er nicht erfüllen könne.
Die naddschāritsche Lehre geht auf den murdschiitischen Theologen al-Husain ibn Muhammad an-Naddschār zurück, der im frühen 9. Jahrhundert lebte, und war vor allem in Tabaristan und ar-Raiy verbreitet. Von an-Naddschār wird ebenfalls berichtet, dass er annahm, dass das Handlungsvermögen erst mit der Handlung entstehe und Gott dem Menschen Unerfüllbares auferlegen könne. Der zaiditische Imam Ibn al-Murtadā (gest. 1437) berichtet von einem Streitgespräch zwischen ihm und dem Muʿtaziliten an-Nazzām über den Taklīf mā lā yutāq.
Die dritte Gruppe, bei der die Lehre vom Taklīf mā lā yutāq einen handlungstheoretischen Hintergrund hatte, war die Aschʿarīya. Al-ʿAllāma al-Hillī (gest. 1325) schreibt, die Aschʿariten verträten die Meinung, dass Gott den Menschen nur mit Unerfüllbarem belastet habe und mit solchem, was er nicht vermöge. Al-Dschuwainī (gest. 1085) meinte, dass Lehre al-Aschʿarīs erfordere, dass alle Taklīf-Verpflichtungen im Widerspruch zum Handlungsvermögen einträten. Dies führte er auf zwei Gründe zurück:
1. Der erste Grund sei, dass nach al-Aschʿarī das Handlungsvermögen (istiṭāʿa) der Handlung nicht vorausgete, wohingegen der Befehl zur Handlung sehr wohl vor ihrem Eintreten an den Belasteten ergeht, also zu einem Zeitpunkt, zu dem er noch kein Handlungsvermögen besitzt.
2. Der zweite Grund sei, dass nach al-Aschʿarī die Handlung des Menschen durch die Macht Gottes geschieht. Von dem Menschen werde folglich gefordert, etwas zu leisten, das eigentlich durch die Handlung Gottes geschehe.[7]

In ähnlicher Weise erklärt auch al-Ghazālī (gest. 1111) den Hintergrund der aschʿaritischen Lehre. Al-Aschʿarī habe notwendigerweise einen Taklīf mā lā yutāq annehmen müssen, weil 1. nach seiner Lehre die Handlungen der Menschen allein durch die Allmacht und Schaffenstätigkeit Gottes geschehen, der Mensch also dazu aufgefordert ist, die Handlung eines Anderen zu vollbringen, und 2. nach al-Aschʿarīs Auffassung das Handlungsvermögen erst mit der Handlung selbst eintritt. Der Sitzende sei bei ihm nicht imstande aufzustehen, wenn ihm dies befohlen sei, weil die Fähigkeit zum Aufstehen an das Aufstehen selbst gebunden sei.
Spätere Autoren wie al-Āmidī (gest. 1233) und Abū ʿUdhba (gest. 1757) wiederholten die Aussage, dass es im Wesentlichen diese beiden Gründe waren, die al-Aschʿarī dazu brachten, den Taklīf mā lā yutāq für notwendig zu halten. Al-Aschʿarī habe gelehrt, dass das menschliche Handlungsvermögen keinen Einfluss auf die Handlung habe, sondern die Handlung von Gott erschaffen sei. Die Auferlegung der Handlung eines Dritten im Falle, dass man selbst nicht dazu imstande sei, sei bekanntlich die Auferlegung von Unerfüllbarem. Dies sei die Lehrrichtung der meisten seiner Anhänger und einzelner Muʿtaziliten von Bagdad. Sie lehrten, dass die Verpflichtung des Menschen zu einer Handlung auch dann möglich sei, wenn Gott wisse, dass sie ihm verwehrt sei.

#### Die muʿtazilitische Gegenposition
Die muʿtazilitische Gegenposition zu dieser Frage wird von al-Aschʿarī selbst in seinem doxographischen Maqālāt al-islāmīyīn erwähnt. Er berichtet dort, dass sich die Muʿtaziliten einig darüber seien, dass das Handlungsvermögen (istiṭāʿa) der Handlung vorausgehe, die Fähigkeit sowohl zur Handlung als auch ihrem Gegenteil einschließe und die Handlung nicht zwingend notwendig mache, und dass sie außerdem allesamt in Abrede stellten, dass Gott einem Menschen etwas auflaste, was er nicht zu leisten vermöge (mā lā yaqdiru ʿalai-hi). Dass die Unmöglichkeit des Taklīf mā lā yutāq die Lehrauffassung der Muʿtaziliten war, wird von vielen Autoren wie Ibn Burhān (gest. 1124) und al-Fadl ibn Rūzbihān al-Chundschī (gest. 1520) bestätigt. Al-ʿAllāma al-Hillī schreibt: „Die Gesamtheit der Imamiten und Muʿtaziliten ist sich darüber einige, dass es undenkbar ist, dass Gott etwas auferlegt, was unerfüllbar ist. Anderer Meinung sind allein die Mudschbiriten, denn sie haben das für zulässig erklärt.“

#### Die hanafitische-māturīditische Gegenposition
Eine Anzahl anderer Gelehrter bekräftigte zwar die Unmöglichkeit der Auferlegung des Unerfüllbaren, stimmte allerdings mit den Mudschbiriten darin überein, dass das Handlungsvermögen zeitgleich mit der Handlung eintritt. Al-Baghdādī berichtet, dass dies die Position von Ibn Suraidsch und Abū l-ʿAbbās al-Qalānisī (frühes 10. Jh.) und die Lehrrichtung von Abū Hanīfa gewesen sei. Sie vertraten die Auffassung, dass das Handlungsvermögen (istiṭāʿa) erst zeitgleich mit der Handlung eintrete, dann aber zwei gegensätzliche Handlungsweisen ermögliche. Nach dieser Auffassung sei eine Verpflichtung zum Unerfüllbaren nicht möglich. In der hanafitischen ʿAqīda von at-Tahāwī (gest. 933) wurde sogar eine völlige Übereinstimmung zwischen göttlicher Verpflichtung und menschlicher Handlungsfähigkeit postuliert: „Gott hat den Menschen nur das auferlegt, was sie leisten können. Und die Menschen können nur leisten, was er ihnen auferlegt hat.“ Der hanafitische Theologe al-Māturīdī verstand das so, dass der Mensch eine anfängliche Handlungsfähigkeit besitzt, die ihm erlaubt, eine freie Wahl zu treffen, nämlich zwischen ihrer Anwendung und ihrer Zerstörung.
Die spätere offizielle Position hanafitisch-māturiditischen Lehrrichtung ist in dem Glaubensbekenntnis von Abū Hafs an-Nasafī (gest. 1142) festgehalten: „Das Handlungsvermögen (istiṭāʿa) tritt mit der Handlung ein. Es ist das wahre Wesen der Handlungsfähigkeit (qudra), durch die die Handlung entsteht. Man verwendet diesen Namen für die Intaktheit der Mittel und Gliedmaßen. Und die Gültigkeit des Taklīf stützt sich auf dieses Handlungsvermögen, denn dem Menschen wird nicht mehr aufgelastet, als er tragen kann.“
Der Aschʿarit Fachr ad-Dīn ar-Rāzī (gest. 1209) berichtet, dass er die Hanafiten in Buchara unter anderem mit dem folgenden Argument von ihrer Lehre habe abbringen und vom Taklīf mā lā yutāq habe überzeugen können. Zuerst ließ er sich bestätigen, dass nach der Lehre von Abū Hanīfa das Handlungsvermögen erst mit der Handlung, nicht vorher eintritt. Dann sagte er: „Nach dieser Lehre tritt die Fähigkeit zum Glauben erst im Augenblick der Annahme des Glaubens ein. Vor dem Eintreten des Glaubens fehlt diese Fähigkeit zum Glauben dagegen. Dennoch besteht kein Zweifel, dass der Mensch vor Eintreten des Glaubens schon zum Glauben verpflichtet ist. So steht fest, dass der Befehl zum Glauben zur Zeit der Unfähigkeit zum Glauben eingetreten ist. Nichts anderes ist die Bedeutung des Taklīf mā lā yutāq.“

### Eine andere Begründung für den Taklīf mā lā yutāq
Die einzige Gruppierung, die die Möglichkeit des Taklīf mā lā yutāq nicht handlungstheoretisch begründete, war die Bakrīya, die ihre Blütezeit im frühen 9. Jahrhundert in Basra hatte. Die Anhänger der Bakrīya meinten, dass die Ungläubigen zwar durch Siegel auf ihren Herzen vom Glauben abgehalten würden, jedoch trotzdem zum Glauben verpflichtet seien. Sie benötigten die Lehre vom Taklīf mā lā yutāq, um zu begründen, warum den Ungläubigen trotz der Versiegelung ihrer Herzen der Glaube geboten ist.
Der Muʿtazilit Sāhib ibn ʿAbbād (gest. 995) sagte den mudschbiritischen Qadariten nach, sie lehrten, dass Gott die Menschen zu Dingen verpflichte, die sie nicht erfüllen könnten. Sie behaupteten, dass Gott den Unglauben in den Ungläubigen erschaffe, ihnen nicht das Vermögen zum Glauben gebe, sie dann aber zu diesem Glauben auffordere. Wenn sie dann den Unglauben zeigen würden, den er ihnen erschaffen habe, dann bestrafe er sie. Ibn ʿAbbād weist dies als eine Irrlehre zurück. Gott erlege den Menschen nichts auf, zu dem sie nicht imstande seien. Es ist gut möglich, dass sich diese Kritik gegen die Lehren der Bakrīya richtete.

## Aschʿaritische Argumente für die Möglichkeit des Taklīf mā lā yutāq
Da den Aschʿariten vorgeworfen wurde, dass sie mit ihrer speziellen Handlungstheorie den Menschen zu Unerfüllbarem verpflichteten, bemühten sie sich im Gegenzug zu beweisen, dass eine solche Auferlegung des Unerfüllbaren durch Gott möglich sei. Hierbei griffen sie auf verschiedene Argumente zurück. Zum einen verwiesen sie darauf, dass Ungläubige auch dann zum Glauben verpflichtet seien, wenn Gott im Koran über sie berichtet habe, dass sie nicht glauben würden, was einem Zusammenfall der Gegensätze (al-ǧamʿ bain an-naqīḍain) gleichkomme. Zum anderen verwiesen sie auf verschiedene Koranverse, aus denen sich nach ihrer Auffassung die Möglichkeit eines Taklīf mā lā yutāq herleiten ließ. Schließlich argumentierten sie, dass Gottes Allmacht keine derartigen Einschränkungen zulasse. Im Folgenden werden ihre Argumente und die gegen sie vorgebrachten Gegenargumente referiert.

### Die Verpflichtung der Ungläubigen zum Glauben

#### Das Abū-Lahab-Paradoxon
Al-Aschʿarī war vor allem daran interessiert zu zeigen, dass Gott die Menschen zu einem Zusammenfall der Gegensätze verpflichten kann. Zum Beweis dafür verwies er auf den Fall von Abū Lahab, dem im Koran (Sure 111, 1–3) angekündigt wird, dass er dem Verderben preisgegeben sei und im Höllenfeuer brennen werde. Hierzu wird al-Aschʿarī mit den Worten zitiert: „Gott hat Abū Lahab befohlen, dem Propheten zu glauben und all das für wahr zu halten, was er mitteilt und mitgeteilt hat. Zu dem, was er mitgeteilt hat, gehört auch, dass er (sc. Abū Lahab) nicht an ihn glaubt. So hat er ihm befohlen, zu glauben, dass er nicht glaubt. Das ist ein Zusammenfall der Gegensätze.“ Nicht nur al-Aschʿarī selbst, sondern den Aschʿariten insgesamt galt dies als Paradebeispiel dafür, dass Gott zu etwas Unerfüllbarem verpflichten kann. „Das eine schließt die Richtigkeit des anderen aus. Der Zusammenfall der Gegensätze ist unmöglich“, so gibt der Aschʿarit Ibn Burhān die Schlussfolgerung seiner Lehrrichtung wieder.
Auch Fachr ad-Dīn ar-Rāzī betrachtete das Beispiel von Abū Lahab als einen schlagenden Beweis für die Möglichkeit einer Verpflichtung zum Unerfüllbaren. Nach eigenem Bericht griff er auf dieses Beispiel auch bei einem Streitgespräch mit den Hanafiten von Buchara zurück, um die aschʿaritische Position zu verteidigen. Ar-Rāzī berichtet von diesem Streitgespräch in seinen Munāẓarāt. Demnach stützte er seine Beweisführung auf drei Prämissen, nämlich dass a) Gott Abū Lahab zum Glauben verpflichtet hat, b) zum Glauben gehört, dass man alles, was Gott von ihm berichtet, für wahr halten muss, und c) zu dem, was über Abū Lahab berichtet wird, gehört, dass er nicht glaubt. Hieraus ergebe sich nun, dass Abū Lahab verpflichtet gewesen sei, zu glauben, dass er nicht glaubt. Dies sei dann eine Verpflichtung zum Zusammenfall der Gegensätze. Über seine Gegner berichtet ar-Rāzī, dass sie sich darum bemühten, eine der drei Prämissen außer Kraft zu setzen, dies jedoch nicht vermochten: „Immer wenn einer von ihnen einen Einwand gegen eine der drei Prämissen vorbrachte, sprangen die übrigen auf und riefen, dass dieser Einwand nichtig sei.“ Der Streit habe lange gedauert, und er selbst habe nichts mehr sagen müssen, weil jeder Einwand, der gegen eine der drei Prämissen vorgebracht wurde, von den anderen für schimpflich erklärt wurde.
Die Überzeugungskraft des Abū-Lahab-Paradoxons war aber in Wirklichkeit nicht ganz so groß. So sah al-Dschuwainī das Beispiel von Abū Lahab nicht als einen ausreichenden Beleg für die Möglichkeit einer Verpflichtung zum Zusammenfall der Gegensätze an. Gott, so meinte er, habe Abū Lahab nur aufgefordert, an ihn und die Gottesgesandten zu glauben und sich an die religionsgesetzlichen Bestimmungen zu halten, nicht aber einen Zusammenfall der Gegensätze im Glauben verlangt. Der schafiitische Usūl-Gelehrte ʿAbd ar-Rahīm al-Isnawī (gest. 1370) wandte ein, dass die Aussage in Sure 111:1, „dem Verderben seien die Hände Abu Lahabs preisgegeben!“, nicht unbedingt auf einen Zusammenfall der Gegensätze hinweise, weil seine Verworfenheit, wenn sie auch zur Zeit seines Unglaubens bestand, von ihm weichen könne. Und die Aussage, dass Abū Lahab im Feuer brennen werde (Sure 111:3), könne darauf beruhen, dass er nach der Annahme des Islams eine große Sünde begehe.
Abū ʿUdhba, der eine Abhandlung über die Hauptunterschiede zwischen der aschʿaritischen und der māturīditischen Lehre verfasst hat, referiert noch eine andere Auseinandersetzung zu dieser Frage. Ein Gelehrter habe die Beweiskraft des Abū-Lahab-Beispiels mit dem Einwand zurückgewiesen, dass man nicht zubilligen könne, dass Gott Abū Lahab verpflichtet habe, an all das zu glauben, was offenbart wurde, nachdem offenbart worden sei, dass er nicht den Glauben annehme, weil es sein könne, dass nach diesem Zeitpunkt die Verpflichtung zum Glauben an die Gesamtheit der Offenbarung aufgehoben wurde, so dass kein Zusammenfall der Gegensätze notwendig sei. Daraufhin habe man entgegnet, dass dann der Bericht (sc. über Abū Lahab) den Befehl zur Glaubensannahme abrogieren müsse, was aber undenkbar sei. Ein anderer Gelehrter habe hinsichtlich des Abū-Lahab-Beispiels geäußert, dass Abū Lahab nicht befohlen war, an alles Geoffenbarte zu glauben, sondern nur an das, was mit dem Tauhīd und dem Gottesgesandtentum Mohammeds zusammenhänge. Dies habe man aber ebenfalls zurückgewiesen, mit dem Argument, dass Abū Lahab zwingend verpflichtet gewesen sei, alles das, was der Gottesgesandte überbrachte, für wahr zu halten, weil der Glaube daraus bestehe.

#### Das Beispiel Abū Dschahl
Nach dem Bericht von Abū ʿUdhba stützten die Aschʿariten ihre Auffassung auch auf das Beispiel von Abū Dschahl. Gott habe ihm befohlen, an die gesamte Offenbarung Mohammeds zu glauben, die aber auch die folgende Aussage in Sure 2:6 enthält: „Siehe, die ungläubig sind, gleich, ob Du sie warntest oder nicht, die glauben nicht.“ Hieraus könne man erkennen, dass Abū Dschahl der Zusammenfall von Glauben und Unglauben befohlen worden sei. Auch al-Aschʿarī selbst soll dieses Argument schon benutzt haben.
Dschalāl ad-Dīn al-Mahallī (gest. 1459) berichtet, dass man zur Abwehr des Widerspruchs auf dieses Argument erwidert habe, dass derjenige, über den offenbart worden ist, dass er den Glauben nicht annimmt, nicht der intendierte Adressat der Mitteilung gewesen sei, sondern die anderen. Der indische Gelehrte Muhibballāh al-Bihārī (gest. 1707) berichtet in seinem Werk Musallam aṯ-Ṯubūt, dass man dieses Argument damit zurückgewiesen habe, dass Abū Dschahl, wenn er gewusst hätte, dass er nicht glauben wird, nicht mehr zum Glauben verpflichtet gewesen wäre, weil sonst die Aussage sinnlos wäre. Al-Bihārī lehnte diesen Einwand jedoch ab, mit der Begründung, dass der Mensch niemals aus der Verpflichtung entlassen werde.
Abū ʿUdhba meinte, dass man diese Argumentation folgendermaßen entkräften könne: „Wir glauben in pauschaler Form, dass jede von Gottes Nachrichten wahr ist. Hieraus folgt die Verpflichtung, diese Nachricht für wahr zu halten. Das zieht aber nicht die Verpflichtung zum Undenkbaren nach sich, denn dafür wäre eine Verpflichtung zur Beglaubigung im Detail notwendig.“ Ähnlich argumentierte auch der indische hanafitische Gelehrte Ibn Nizām ad-Dīn al-Laknawī (gest. 1810): Für Abū Dschahl habe es nur die Verpflichtung gegeben, die Bestimmungen der Scharia für wahr zu halten und die Mitteilungen Gottes über die Auferstehung, den Paradiesgarten, das Höllenfeuer, die Grabesqual, die Fürsprache usw. Nicht aber sei er verpflichtet gewesen, auch die Mitteilung Gottes an den Propheten über ihn selbst für wahr zu halten.

#### Undenkbarkeit der Verkehrung des göttlichen Wissens
Fachr ad-Dīn ar-Rāzī fasst aus aschʿaritischer Sicht die Beweiskraft der Beispiele von Abū Lahab und Abū Dschahl auf einer abstrakteren Ebene zusammen: „Gott teilt über jemanden mit, dass er niemals den Glauben annimmt. Wenn nun von ihm der Glaube ausginge, müsste sich die wahre Mitteilung Gottes in eine Lüge verwandeln. Die Lüge ist aber bei Gott undenkbar. Und das, was zum Undenkbaren führt, ist ebenfalls undenkbar. So ist die Glaubensannahme bei ihm undenkbar. Die Verpflichtung zur Glaubensannahme bei ihm ist somit eine Verpflichtung zum Undenkbaren (at-taklīf bi-l-muḥāl).“
Al-ʿAllāma al-Hillī kennt diese Begründung des Taklīf mā lā yutāq ebenfalls. Er erläutert, dass die Aschʿariten damit argumentierten, dass Gott von dem Ungläubigen wisse, dass er nicht den Glauben annehmen werde, wenn er es dann aber doch täte, Gottes Wissen sich in Unwissen verkehren müsste, was undenkbar sei. Der Imamit Ibrāhīm an-Naubachtī (13. Jh.) habe ihnen entgegnet, dass das Wissen untergeordnet sei und keinerlei Einfluss auf das Übergeordnete habe. Gott wisse in der Urewigkeit, dass der Ungläubige ungläubig sei und es möglich sei, dass er den Glauben annehme. Wenn er nun den Glauben annähme, würde sich sein Wissen nicht in Unwissen verkehren, sondern seine Glaubensannahme würde darauf hinweisen, dass Gott schon in der Urewigkeit gewusst habe, dass er den Glauben annimmt. Andernfalls würde Gott immer zum Unerfüllbaren verpflichten. Das Wissen falle aber aus der Vorherbestimmtheit (al-maqdūrīya) heraus. Es habe keinerlei Einfluss auf das Gewusste, sondern hänge von ihm ab.

#### Koranische Aussagen über die Verworfenheit der Ungläubigen
In seinem Kitāb al-Lumaʿ äußert al-Aschʿarī, dass die koranischen Aussagen darüber, dass die Ungläubigen nicht hören können (vgl. 11:20 und 18:101), zusammengenommen mit der Tatsache, dass sie dennoch dazu aufgefordert worden und verpflichtet seien, darauf hindeuteten, dass eine Auferlegung des Unerfüllbaren möglich sei. Al-Bāqillānī erklärt, dass nach übereinstimmender Auffassung mit dem Hören hier die „Annahme“ (qubūl) gemeint sei, weil die Ungläubigen ja durchaus hörten, was ihnen geboten und verboten wurde, und auch den Ruf der Gottesgesandten begriffen. Man müsse das im Sinne der Redensart „Jemand hört nicht, was man ihm sagt“ oder „Jemand hört auf nichts von dem, was wir ihm sagen“  verstehen. In diesem Fall meine man nicht, dass er die Laute nicht verstehe, sondern dass er die Rede nicht annehme. Fachr ad-Dīn ar-Rāzī verweist in diesem Zusammenhang auf den Koranvers Sure 36:7: „Wahr wurde das Wort über die meisten von ihnen: Sie glauben nämlich nicht.“ Auch dies ist für ihn ein Beweis für die Möglichkeit eines Taklīf mā lā yutāq.

### Textlich belegte Aufforderungen zum Unerfüllbaren im Jenseits
Al-Aschʿarī griff noch auf andere Argumente zurück, um die Möglichkeit der Verpflichtung zum Unerfüllbaren zu beweisen. So erklärt er an einer Stelle seine Kitāb al-Lumaʿ, dass der koranische Beweis dafür Gottes Aufforderung an die Engel in Sure 2:31 sei, ihm die Namen der Geschöpfe kundzutun, obwohl sie diese nicht kannten und es nicht vermochten. Auch habe Gott in Sure 68:42 mitgeteilt, dass die Missetäter am Tag der Auferstehung aufgerufen werden, niederzufallen, es aber nicht vermögen. Wenn es nun möglich sei, dass er sie im Jenseits zu etwas verpflichte, was sie nicht vermögen, dann sei dies auch im Diesseits möglich. Gott habe zum Beispiel das gerechte Handeln befohlen, gleichzeitig aber auch in Sure 4:129 gesagt: „Ihr werdet die Frauen nicht gerecht behandeln können, ihr mögt noch so sehr darauf aus sein.“
Der jemenitische Aschʿarit al-Yāfiʿī (gest. 1367) meinte, dass in dem Hadith über die Hersteller von Idolen, die am Tag der Auferstehung aufgefordert werden, ihre Geschöpfe zum Leben zu erwecken, und dies nicht können, ein weiterer Beleg für eine solche Verpflichtung zum Unmöglichen vorliege. Abū l-Yusr al-Bazdawī (gest. 1099), der selbst eigentlich Māturidit war, äußerte, dass eine Verpflichtung zum Unerfüllbaren deshalb nicht unmöglich sei, weil in den Hadithen überliefert sei, dass demjenigen, der Träume vorgaukele, am Tag der Auferstehung auferlegt werde, zwei Härchen zusammenzubinden. Dies sei eine Verpflichtung zu etwas, das er nicht erfüllen könne.
Die meisten Muʿtaziliten und Māturīditen wiesen eine derartige Argumentation mit Aufforderungen zum Unerfüllbaren im Jenseits jedoch zurück. Hierbei konzentrierten sie sich insbesondere auf die Aufforderung Gottes an die Engel „Tut mir ihre Namen kund“ in Sure 2:31. Der Muʿtazilit Mankdīm (gest. 1034) wandte ein, dass diese Aufforderung kein Taklīf gewesen sei, sondern eine Mitteilung an die Engel über ihre Unfähigkeit zur Kundgabe; und wenn es ein Taklīf gewesen wäre, dann wäre es eine Verpflichtung zu etwas gewesen, was nicht gewusst werde, die von den Aschʿariten für unmöglich gehalten werde, auch wenn sie den Taklīf mā lā yutāq für möglich hielten. Aal-Malāhimī, ebenfalls Muʿtazilit, wandte ein, dass das Koranwort in Sure 2:31 kein Taklīf sei, sondern eine Herausforderung (taḥaddī) für die Engel und eine Erklärung über ihre Unfähigkeit. Deswegen, so erklärt er, begingen die Engel mit ihrer Nicht-Kundtuung der Namen auch keine Widersetzlichkeit. Ganz ähnlich argumentierte der Māturidit Abū l-Barakāt an-Nasafī (gest. 1316), die Aufforderung Gottes in Sure 2:31 an die Engel sei kein Taklīf, sondern eine Anrede, in der Unfähigkeit festgestellt wird (ḫiṭāb taʿǧīz), wie die Aufforderung am Tag der Auferstehung an die Menschen, die unbelebten Bilder zum Leben zu erwecken. In beiden Fällen handele es sich nicht um einen Taklīf, sondern eine Art Bestrafung für sie. Sie finde im Raum des Jenseits statt, der kein „Raum der Verpflichtung“ (dār at-taklīf), sondern ein „Raum der Vergeltung“ sei.
ʿAbd al-Qāhir al-Baghdādī (gest. 1037), der eigentlich zu den Aschʿariten gezählt wird, aber die Möglichkeit des Taklīf mā lā yutāq verwarf, wies auch die Argumentation mit dem Koranwort in Sure 68:42 zurück. Er meinte, dass die in diesem Koranwort bezeugte Verpflichtung von Missetätern im Jenseits zu Handlungen, die sie nicht vollbringen können, nur ein Zeichen für die Menschen der endzeitlichen Versammlung dafür sei, dass jene zwangsläufig bestraft werden, und somit nicht als Beweis für eine Existenz des Taklīf mā lā yutāq gelten könne.

### Die Bitte um Nicht-Belastung mit Unmöglichem (Sure 2:286)
Zum Beweis für die Richtigkeit des Taklīf mā lā yutāq soll al-Aschʿarī auch auf das Koranwort „Unser Herr! Belaste uns nicht mit etwas, was wir nicht leisten können!“ (rabbu-nā wa-lā tuḥammil-nā mā lā ṭāqata la-nā bi-hī) in Sure 2:286 verwiesen haben. Nach al-Aschʿarī war dies eine Bitte an Gott darum, von einer solchen Verpflichtung verschont zu werden, die nicht erfüllbar ist. Er argumentierte nun, dass eine solche Bitte unsinnig gewesen wäre, wenn Gott eine derartige Verpflichtung nicht auferlegen könnte. Ähnlich argumentierte der Aschʿarit al-Bāqillānī (gest. 1012). Er sah in der Tatsache, dass nach Gottes Mitteilung diejenigen, die ihn loben und preisen, ihn darum bitten, sie nicht mit etwas zu belasten, das sie nicht leisten können, einen Beleg für die Richtigkeit des Taklīf mā lā yutāq.
Gegen diese Argumentation stellte sich insbesondere der Māturidit Abū l-Barakāt an-Nasafī. Er meinte, dass das Koranwort „Unser Herr! Belaste uns nicht mit etwas, was wir nicht leisten können!“ kein Beleg für die Möglichkeit des Taklīf mā lā yutāq sei, sondern nur eine „Bitte um Verschonung von der Aufbürdung von Dingen, die wir nicht tragen können, nicht aber vom Taklīf.“ Nach māturīditischer Auffassung, so erklärt Abū l-Barakāt an-Nasafī, ist es möglich, dass Gott dem Menschen einen Berg auflastet, den er nicht tragen kann, und stirbt. Es sei aber nicht möglich, dass er ihn zum Tragen eines Berges in der Weise verpflichte, dass er für die Erfüllung der Pflicht belohnt und ihre Nichterfüllung bestraft werde, weil das eine Torheit (safah) wäre.

### Gottes Handlungsfreiheit
Al-Yāfiʿī zitiert einen namenlosen aschʿaritischen Gelehrten mit der Aussage, dass die Verpflichtung zum Unerfüllbaren vom Erfordernis der Göttlichkeit und der Knechtschaft des Menschen her möglich sei, da Gott mache, was er wolle: „Er quält, wen er will, und er schont, wen er will.“ Der aschʿaritische Gelehrte Fadlallāh ibn Rūzbihān al-Chundschī (gest. 1520) meinte, ein Argument für die Zulässigkeit des Taklīf mā lā yutāq sei, dass Gott nichts obliege und er den Menschen belasten könne, womit er wolle, wenn auch das Gewohnheitswissen uns darüber informiere, dass dies nicht geschehe. […] Er mache, was er wolle, und entscheide, was er wolle. Der Imamit Nūrallāh at-Tustarī (gest. 1610) meinte dagegen, dass das von al-Chundschī vorgebrachte Argument, dass Gott nichts obliege, durch Vernunft und Texttradition zu widerlegen sei. Als Textbeleg verweist er auf das Koranwort in Sure 6:12, wo von Gott gesagt wird, dass er sich zur Barmherzigkeit verpflichtet habe.

## Argumente wider den Taklīf mā lā yutāq

### Theologische Argumente

#### Die Schimpflichkeit des Taklīf mā lā yutāq
Das Hauptargument der Muʿtaziliten gegen den Taklīf mā lā yutāq war, dass dieser schimpflich (qabīḥ) sei, und es zur Gerechtigkeit Gottes gehöre, dass er nichts Schimpfliches tue. Hierbei schlussfolgerten sie a fortiori: Da der Taklīf mā lā yutāq beim Menschen schimpflich sei, müsse er erst recht bei Gott schimpflich sei. Die vernunftmäßige Schimpflichkeit war der Hauptgrund dafür, dass die Muʿtaziliten die Möglichkeit eines Taklīf mā lā yutāq ausschlossen. Auch der Imamit Ibrāhīm an-Naubachtī folgte dieser Argumentation: Gott handele nicht schimpflich, und so sei es undenkbar, dass er seine Knechte (= die Menschen) zu Dingen verpflichte, die sie nicht erfüllen können. Al-ʿAllāma al-Hillī meinte, dass sich die Aschʿariten mit ihrer Auffassung von der Verpflichtung des Menschen zum Unerfüllbaren im Widerspruch zur Vernunft begeben hatten, weil die Vernunft die Schimpflichkeit dessen erkennen lasse und Gott nichts Schimpfliches tue.
Die frühen Muʿtaziliten hielten die Schimpflichkeit des Taklīf mā lā yutāq nicht für begründungsbedürftig. Mankdīm berichtet von einem Streitgespräch zwischen an-Nazzām und einem Mudschbiriten, bei dem letzterer ersteren fragte, was der Beweis dafür sei, dass der Taklīf mā lā yutāq schimpflich ist. An-Nazzām soll daraufhin lange geschwiegen und dann gesagt haben: „Wenn die Rede bis zu diesem Grad gelangt, müssen wir uns sofort davon abwenden.“ Spätere Muʿtaziliten versuchten die Schimpflichkeit und Unsinnigkeit des Taklīf mā lā yutāq anhand verschiedener Beispiele zu veranschaulichen. Mankdīm selbst verwies darauf, dass jeder Vernunftbegabte wisse, dass die Verpflichtung des Blinden zur korrekten Punktierung eines Koranexemplars und des Lahmen zum Sehen schimpflich sei.
Nach Saʿd ad-Dīn at-Taftāzānī (gest. 1395) verwiesen einige Muʿtaziliten zum Beweis für die unmittelbare Ersichtlichkeit der Schimpflichkeit des Taklīf mā lā yutāq darauf, dass sogar unverständige Kinder und Tiere ihn missbilligten, letztere, indem sie bei Unmöglichkeit in nicht-verbaler Form mit Hörnern, Schwänzen und anderen Körperteilen protestierten. Sie verwiesen darauf, dass auch kluge Köpfe, die den religionsrechtlichen Verboten gleichgültig gegenüberstanden und sie eventuell sogar gänzlich zurückwiesen, es für schimpflich hielten, wenn Sklavenhalter ihren Sklaven Dinge auflasteten, die sie nicht leisten konnten, und sie dafür tadelten. In diesem Zusammenhang wird auch angeführt, dass einem Hadith zufolge Mohammed verboten hat, Sklaven mehr aufzuerlegen, als sie leisten können.
Al-Malāhimī meinte, dass das Wissen über die Schimpflichkeit des Taklīf mā lā yutāq unmittelbar ersichtlich (ḍarūrī) sei. Die Muʿtaziliten hätten gesagt, dass das Wissen über seine Schimpflichkeit beim Sichtbaren unmittelbar ersichtlich und beim Unsichtbaren abgeleitet (muktasab) sei. Die Ableitung bestehe darin, dass man beim Sichtbaren wisse, dass der Taklīf mā lā yutāq schimpflich sei, und das dann auf das Unsichtbare übertrage. Nach al-Māturīdī lehrte al-Kaʿbī alias Abū l-Qāsim al-Balchī (gest. 931), dass die Verpflichtung zu dem, was „in unmittelbarer Einsicht des Verstands“ (fī l-ʿaql bi-l-badāha) unerfüllbar ist, schimpflich (qabīḥ) sei. Al-Māturīdī (gest. 944) hielt die von al-Balchī genannte Einschränkung für nicht notwendig. Er meinte, dass auch die Verpflichtung zu etwas, dessen Unerfüllbarkeit nicht unmittelbar einleuchte, schimpflich sei. Das Gleiche gelte auch für die Verpflichtung zu etwas, das aus zeitlichen Gründen unerfüllbar sei.
Aschʿariten, die die Möglichkeit eines Taklīf mā lā yutāq verteidigten, versuchten die Lehre von seiner Schimpflichkeit zu entkräften und zu zeigen, dass Gott nicht verpflichtet sei, irgendetwas zu tun oder zu lassen. Nach der Aussage Ibn Fūraks (gest. 1015) lehrte al-Aschʿarī, dass Gott den Unfähigen durchaus verpflichten könne, und in dem Falle, dass er ihn verpflichten würde, dies nichts Schimpfliches von ihm wäre. Al-Ghazālī gab zu bedenken, dass man das, was man beim Menschen für schimpflich halte, nicht bei Gott für schimpflich halten könne, wandte sich also gegen das a-fortiori-Argument. At-Taftazānī wollte auch den Einwand der Muʿtaziliten, dass man es für schimpflich halte, wenn Sklavenhalter ihren Sklaven Dinge auflasteten, die sie nicht leisten konnten, nicht gelten lassen. Er meinte, dass dies aus der Gewissheit herrühre, dass die Handlungen der Menschen erklärbar seien. Bei Gott hingegen verhalte es sich anders, entweder weil seine Handlungen zweckfrei seien oder weil sie einen bestimmten Sinn oder ein bestimmtes Ziel hätten, die der Verstand der Menschen nicht erkenne.

#### Der Taklīf mā lā yutāq ist Unsinn
Der Muʿtazilit Sāhib Ibn ʿAbbād wies den Taklīf mā lā yutāq mit dem Argument zurück, dass er Unrecht (ẓulm) und Unsinn (ʿabaṯ) sei, Dinge, die Gott nicht tue. Nach at-Taftazānī argumentierten die Muʿtaziliten auch damit, dass der Taklīf mā lā yutāq Torheit wäre. Einige Theologen versuchten die Unsinnigkeit des Taklīf mit Beispielen zu veranschaulichen. Al-ʿAllāma al-Hillī argumentierte damit, dass derjenige, der dem Lahmen auftrage, zum Himmel zu fliegen oder Ähnliches zu tun, als töricht gelte. Ähnlich unsinnig sei es, wenn man jemanden zur gleichzeitigen Gegenwart in Ost und West, zur Wiedererweckung der Toten, zur Rückholung von Adam und Noah, zur Rückholung des Vortags, zur Unterbringung des Berges Qāf in einem Nadelöhr, zum Austrinken des Tigris in einem Schluck oder zum Herabholen der Sonne und des Mondes auf die Erde verpflichte. All diese Dinge könne auch Gott den Menschen nicht abverlangen.
Die Aschʿariten scheint die Argumentation mit solchen Beispielen zum Teil verunsichert zu haben. Al-Malāhimī (st. 1044) berichtet von einem inneraschʿariten Dissens zu dieser Frage. Ob Gott auch dem Unfähigen und dem Lahmen das Laufen, dem Blinden die Punktierung von Koranexemplaren, dem Menschen die Erschaffung von Körpern oder die Umwandlung von Ewigem in Nicht-Ewiges und Nicht-Ewiges in Ewiges auferlegen könne, sei von ihnen unterschiedlich beurteilt worden: Einige hätten dies ausschlossen, andere es für möglich gehalten.
Indirekt beschäftigte sich mit derartigen Einwänden gegen den Taklīf mā lā yutāq auch al-Ghazālī. Er wies sie mit dem Argument zurück, dass in dem Taklīf mā lā yutāq ein Nutzen liegen könne, über den allein Gott unterrichtet sei. Möglicherweise liege er nämlich nicht in der Befolgung der Pflicht und dem Lohn, sondern in der Aufzeigung des Gebots und dem daraus folgenden Glaube an den Taklīf. So könne zum Beispiel der Befehl vor der Befolgung abrogiert werden, wie im Falle von Abraham, dem Gott befahl, seinen Sohn zu opfern, bei dem er aber den Befehl aufhob, noch bevor er befolgt wurde.

#### Argumentation mit der göttlichen Weisheit
Saʿd ad-Dīn at-Taftazānī, der der Māturīdīya angehörte, betont, dass sich seine Lehrrichtung bei ihrer Ablehnung des Taklīf mā lā yutāq auf ein anderes Argument stützte als die Muʿtaziliten. In seinem Talwīḥ schreibt er: „Die Unmöglichkeit des Taklīf mā lā yutāq ist bei den Muʿtaziliten darauf gegründet, dass Gott das tun muss, was für seine Knechte (= die Menschen) das Beste ist. Nun liegt es klar zutage, dass die Nicht-Belastung mit dem, was nicht geleistet werden kann, besser ist. Somit ist dies notwendig und die Belastung (mit dem Unerfüllbaren) unmöglich. Bei uns dagegen ist sie darauf gegründet, dass es sich für die Weisheit (ḥikma) und Huld (faḍl) nicht geziemt, seine Knechte mit etwas zu belasten, was sie nicht leisten können. […] Und was sich für die Weisheit und Huld nicht geziemt, ist Torheit und Unterlassung von gutem Handeln gegenüber demjenigen, der es verdient. Und das ist etwas Schimpfliches, das nicht von Gott ausgehen kann.“
Auch die Imamiten argumentierten bei ihrer Ablehnung des Taklīf mā lā yutāq mit der göttlichen Weisheit. Wie al-ʿAllāma al-Hillī schreibt, lehrten sie, dass für Gott die Belastung des Menschen mit etwas, das er nicht zu leisten vermag, mit Hinblick auf die Weisheit unmöglich sei. Die Unvereinbarkeit des Taklīf mā lā yutāq mit der göttlichen Weisheit versuchten die Māturīditen bzw. Hanafiten mit den bekannten Beispielen zu veranschaulichen: Die Verpflichtung des Unfähigen falle so aus der göttlichen Weisheit heraus wie die Verpflichtung des Blinden zum Sehen und die Verpflichtung des Lahmen zum Laufen. Dies könne man dem weisen Gott nicht zuschreiben. Die Lehre, dass Gott den Menschen aufgrund seiner Weisheit nicht zu etwas Unerfüllbaren verpflichtet, wurde außerhalb des Islams auch von dem jüdischen Religionsphilosophen Saadia Gaon (gest. 942) vertreten. Saadia Gaon schrieb in seinem Kitāb al-Amānāt wa-l-iʿtiqādāt: „Der Weise (= Gott) verpflichtet niemanden zu etwas, was nicht in seiner Macht steht oder zu dem er nicht imstande ist“ (al-ḥakīm lā yukallifu aḥadan mā laisa fī ṭāqati-hī wa-lā mā yaʿǧizu ʿan-hū).
Wie ʿAbd al-ʿAzīz al-Buchārī (gest. 1330) schreibt, besteht die Weisheit des Taklīf bei den Hanafiten-Māturiditen in der Prüfung (ibtilāʾ). Sie verwirkliche sich nur durch das, was der Mensch in seiner freien Wahl tue. Wenn er es tue, werde er dafür belohnt. Wenn er es dagegen in seiner freien Wahl unterlasse, werde er dafür bestraft. Wenn er dagegen in einem Zustand sei, bei dem die Handlung nicht von ihm ausgehen kann, sei er gezwungen, die Handlung zu unterlassen. Dann sei er durch die Ausgeschlossenheit entschuldigt, und der Sinn der Prüfung komme nicht zustande.
Der Aschʿarit al-Bāqillānī (gest. 1012) meinte hingegen, dass der Taklīf nicht der Weisheit widerspreche. Er sah in der Tatsache, dass nach Sure 2:286 diejenigen Menschen, die Gott loben und preisen, ihn darum bitten, sie nicht mit etwas zu belasten, das sie nicht leisten können, einen Beleg dafür, dass der Taklīf mā lā yutāq Gerechtigkeit (ʿadl) und Weisheit (ḥikma) ist. Wenn der Taklīf mā lā yutāq nämlich Ungerechtigkeit (ẓulm), Unsinn (ʿabaṯ) und schimpflich (qabīḥ) gewesen wäre, so argumentierte er, dann hätten diese Menschen Gott gebeten, sie nicht ungerecht und töricht zu behandeln und ihnen keine Gebote aufzuerlegen, durch die er von der Weisheit abweiche. Gott könne keine Menschen loben, die dies bei ihm für möglich hielten.

### Koranische Argumente

#### „Gott erlegt der Seele nur auf, was sie leisten kann“
Eines der schlagendsten Argumente gegen die Lehre vom Taklīf mā lā yutāq war das Koranwort in Sure 2:286: „Gott erlegt der Seele nur auf, was sie leisten kann“ (lā yukallifu Llāhu nafsan illā wusʿa-hā). Insbesondere al-Māturīdī und die Māturīditen stützten sich bei ihrer Zurückweisung des Taklīf mā lā yutāq auf dieses Koranwort. Der Māturidit Abū l-Barakāt an-Nasafī (gest. 1310) erklärt in seiner Bekenntnisschrift ʿUmdat ʿAqīdat ahl as-sunna wa-l-ǧamāʿa: „Die Verpflichtung zum Unerfüllbaren ist nicht möglich, anders als es al-Aschʿarī lehrt, wegen des Gottesworts: ‚Gott erlegt der Seele nur auf, was sie leisten kann.‘“ Der Muʿtazilit ʿAbd al-Dschabbār ibn Ahmad (gest. 1024) griff in seiner Auseinandersetzung mit der aschʿaritischen Position ebenfalls auf dieses Koranwort, zurück, allerdings nur als Einwendung und Zusatzargument (ʿalā ṭarīq al-muʿāraḍa wa-l-istiʾnās), nicht nach Art der Beweisführung und Argumentation (lā ʿalā ṭarīq al-istidlāl wa-l-iḥtiǧāǧ).
Der Muʿtazilit Sāhib Ibn ʿAbbād argumentierte, dass in dem Falle, dass es tatsächlich möglich wäre, dass Gott denjenigen, dem er nicht das Vermögen zum Glauben gebe, dazu verpflichte, es auch zulässig wäre, dass er den Unvermögenden zur Zakāt und den Gelähmten zum Laufen und Rennen verpflichte. Gott habe aber im Koran gesagt, dass er dem Menschen nur das auferlegt, das er zu leisten vermag (Sure 2:286), weil er denjenigen, der vor der Handlung nicht die Handlungsfähigkeit besitze, nicht verpflichte. Al-Malāhimī erläutert dieses Prinzip noch anhand weiterer Beispiele und verweist darauf, dass sowohl nach muʿtazilitischer als auch nach aschʿaritischer Lehre Gott nur denjenigen verpflichtet, der die Handlungsfähigkeit im Sinne der körperlichen Unversehrtheit besitzt. Deswegen habe er dem chronisch Leidenden nicht auferlegt, beim Gebet aufzustehen, der körperlich Schwache müsse nicht zum Freitagsgebet laufen, und der Gelähmte, der sich nicht auf einem Reittier halten könne, müsse sich nicht den Haddsch vollziehen. Wer kein Vermögen besitze, müsse auch keine Zakāt leisten. So sei erwiesen, dass Gott nur denjenigen zu einer Handlung verpflichtet, der die Fähigkeit und Möglichkeit dazu besitze. Zum Schluss verweist er nicht nur auf das Koranwort aus Sure 2:286, sondern auch auf Sure 65:7: „Gott verlangt von niemand mehr, als was er ihm gegeben hat.“
Nach der Auffassung der Aschʿariten hingegen war die koranische Aussage, dass Gott der Seele (d. h. dem Menschen) nur das auferlegt, das sie zu leisten vermag, kein eindeutiger Beweis für die Unmöglichkeit des Taklīf mā lā yutāq. Nach Abū l-Hasan al-Aschʿarī selbst war diese Aussage allein so zu verstehen, „dass Gott der Seele nichts Bedrückendes auferlegt, wie die Beseitigung von Gedanken, die zum Schlechten rufen“. Grundlegend für diese Interpretation war, dass es zu dem Koranwort, „Gott erlegt der Seele nur auf, was sie leisten kann“, eine Asbāb-an-nuzūl-Überlieferung gibt. Demnach war dieses Koranwort eine göttliche Antwort auf die Beschwerde der Prophetengefährten, die sich durch das Koranwort in Sure 2:284, „ihr mögt, was in euch ist, kundtun oder geheimhalten, Gott rechnet (dereinst) mit euch darüber ab. Er vergibt dann, wem er will, und bestraft, wen er will“, zu sehr belastet fühlten. Als sie daraufhin sagten, „das können wir nicht leisten“, habe Gott dieses Koranwort abrogiert und durch das Koranwort aus 2:286 ersetzt.
Der Aschʿarit Ibn Burhān schlug in seiner Entgegnung auf dieses Argument einen anderen Weg ein. Er äußerte, das Koranwort zeige nur, dass Gott bisher noch nichts Unerfüllbares auferlegt habe. Doch weise nicht alles, was Gott nicht getan habe, darauf hin, dass es nicht in seiner Macht stehe. Gott habe den Muslimen zum Beispiel kein einjähriges Fasten auferlegt, obwohl dies nicht unmöglich sei. Ähnlich sah al-Fadl ibn Rūzbihān al-Chundschī (gest. 1520) in diesem Koranwort nur einen Beweis dafür, dass der Taklīf mā lā yutāq in der Scharia nie eingetreten ist. Der Aschʿarit Schihāb ad-Dīn al-Qarāfī (gest. 1285) versuchte dem Problem in der Weise beizukommen, dass er zwischen verschiedenen Arten des Unerfüllbaren (mā lā yutāq) differenzierte:
1. das nach der Gewohnheit (ʿādīyan) Unerfüllbare wie das Fliegen in der Luft,
2. das nach der Vernunft (ʿaqlīyan) Unerfüllbare wie die Glaubensannahme durch den Ungläubigen, von dem Gott wisse, dass er den Glauben nicht annehmen werde, und
3. das gleichzeitig nach der Gewohnheit und der Vernunft Unerfüllbare wie der Zusammenfall der Gegensätze.

Seiner Meinung bezieht sich der Koranvers nur auf die erste und dritte Art des Unerfüllbaren, nicht aber auf die zweite.

#### Andere koranische Aussagen
Der Imamit al-ʿAllāma al-Hillī führte neben Sure 2:286a noch andere koranische Aussagen als Argument gegen den Taklīf mā lā yutāq an: „Und Dein Herr ist nicht ungerecht gegen seine Diener“ (Sure 41:46), „Und heute geschieht kein Unrecht“ (Sure 40:17) und „Dein Herr tut niemandem Unrecht“ (Sure 18:49). Unrecht (ẓulm), so erklärt er hierzu, sei die unberechtigte Schädigung einer Person und die größtmögliche Schädigung überhaupt. Gott sei darüber weit erhaben.

## Die aschʿaritische Position zum Taklīf mā lā yutāq

### Wahrnehmung der Aschʿariten als Verfechter des Taklīf mā la yutāq
Die Gegner der Aschʿariten stellten die aschʿaritische Position zum Taklīf mā lā yutāq relativ undifferenziert dar. Der Zaidit Ibn al-Murtadā (gest. 1437) äußerte, die Möglichkeit der „Auferlegung des Unerfüllbaren“ (taklīf mā lā yuṭāq) sei ein fester Lehrsatz der Aschʿariten. Nach Abū ʿUdhba (gest. 1757) war der Taklīf mā lā yutāq einer der sechs inhaltlichen Streitpunkte zwischen Aschʿariten und Māturīditen, wobei er letztere als Anhänger Abū Hanīfas kennzeichnet. Während für die Anhänger Abū Hanīfa eine Verpflichtung zum Unerfüllbaren nicht denkbar sei, habe al-Aschʿarī ihn sehr wohl für denkbar gehalten.
Auch al-Aschʿarī wurde als uneingeschränkter Verfechter des Taklīf mā lā yutāq dargestellt. Nach al-Ghazālī (gest. 1111) wurde ihm zugeschrieben, jede Form von Verpflichtung zum Unerfüllbaren zu lehren wie die Aufforderung zur Verbindung von Gegensätzen, zur Umwandlung der Kategorien und Vernichtung des Anfangsewigen. In rhetorischer Zuspitzung stellte der zaiditische Gelehrte al-Maqbalī (gest. 1696) die Lehrmeinung al-Aschʿarīs den Aussagen aus Koran und Sunna gegenüber: „Gott sagt: ‚Gott erlegt der Seele nur auf, was sie leisten kann.‘ Al-Aschʿarī aber sagt: ‚Gott hat jeder Seele mehr auferlegt, als sie leisten kann. Ja, sie kann gar nichts leisten. So hat Gott jeden Taklīf eingerichtet.‘“

### Das Meinungsspektrum innerhalb der Aschʿarīya
In Wirklichkeit waren die Meinungen zum Taklīf mā lā yutāq innerhalb der aschʿaritischen Schule geteilt. Auf der einen Seite gab es uneingeschränkte Befürworter wie Ibn Burhān al-Baghdādī (gest. 1124). Er schrieb in seinem Werk al-Wuṣūl ilā l-uṣūl: „Entsprechend der Lehrrichtung der Sunniten ist es möglich, dass Gott seinen Knechten etwas auflastet, was sie nicht zu leisten vermögen.“ Mit den Sunniten meint er hier die Aschʿariten. Ein anderer, besonders leidenschaftlicher Vertreter des Taklīf mā lā yutāq war Fachr ad-Dīn ar-Rāzī. Er hat in sein Werk al-Maṭālib al-ʿāliya ein Kapitel eingeschlossen „über den Beweis, dass der Taklīf mā lā yutāq eintritt, und dass, wenn dies der Fall ist, man nicht sagen kann, dass Gott die Interessen der Menschen wahrt.“
Andere Aschʿariten lehnten die Lehre vom Taklīf mā lā yutāq dagegen rundheraus ab. So erklärte ʿAbd al-Qāhir al-Baghdādī (gest. 1037) mit Verweis auf die Grundlage (aṣl) seiner theologischen Lehrrichtung, dass Gott niemanden zu etwas verpflichtet habe, zu dem er nicht imstande sei oder was nicht in seiner Macht stehe. Er habe ihn nur zur Ausführung dessen verpflichtet, was er vor der Handlung auch unterlassen könne und wozu er während der Handlung selbst das Handlungsvermögen besitze. Al-Dschuwainī unterschied bei der Verpflichtung zum Unmöglichen zwischen zwei verschiedenen Formen. Wenn mit der Verpflichtung die Aufforderung zu einer Handlung gemeint sei, so sei diese bei jemandem, der wisse, dass das Geforderte nicht eintreten könne, undenkbar. Wenn damit aber nur eine bestimmte Formulierung gemeint sei, ohne Aufforderung wie in dem Koranwort „Werdet ausgestoßene Affen!“ (Sure 2:65), so sei dies nicht unmöglich, denn damit sei lediglich gemeint, dass Gott die betreffenden Menschen zu ausgestoßenen Affen gemacht habe.
Einige Aschʿariten schwankten auch in ihrer Auffassung vom Taklīf mā lā yutāq. Von al-Ghazālī (gest. 1111) sind zum Beispiel zwei Auffassungen überliefert. In seiner dogmatischen Abhandlung al-Iqtiṣād fī l-iʿtiqād schreibt er: „Wir behaupten, dass Gott seinen Knechten auferlegt, was sie zu leisten vermögen und was sie nicht zu leisten vermögen. Und die Muʿtaziliten bestreiten dies.“ In seinem rechtstheoretischen Werk al-Manḫūl dagegen äußerte er: „Das bei uns Gewählte ist die Undenkbarkeit des Taklīf mā lā yutāq.“ Auch die späteren Gelehrten waren sich uneinig über seine Position. Während Schihāb ad-Dīn al-Qarāfī (gest. 1285) ihn zu denjenigen zählte, die den Taklīf mā lā yutāq nicht für möglich hielten, überliefert al-Yāfiʿī (gest. 1367) von ihm einen den Taklīf mā lā yutāq bejahenden Ausspruch. Möglicherweise waren solche Aussagen der Hintergrund für die Aussage von Abū Ishāq asch-Schātibī, der zufolge „eine Gruppe von Vernunftgelehrten, ja sogar die Mehrzahl der Gelehrten von den Aschʿariten“ den Taklīf mā lā yutāq für unmöglich erklärt habe.
Auch al-Aschʿarī selbst hat den Taklīf mā lā yutāq nicht uneingeschränkt befürwortet. So vertrat er die Auffassung, dass Gott den Menschen nicht verpflichten könne, wenn die betreffende Gliedmaße fehle oder eine Unfähigkeit (ʿaǧz) vorliege, weil der Mensch nur dazu aufgefordert sei, anzunehmen oder zu unterlassen. Wenn aber die betreffende Gliedmaße fehle oder Unfähigkeit vorliege, könne es keine Annahme oder Unterlassung geben. Jede Frage hinsichtlich der Verpflichtung zum Unerfüllbaren wie zum Beispiel die Aufforderung zur Leistung der Zakāt trotz fehlendem Vermögen sei nach dem gleichen Grundsatz zu beantworten. Der rechtstheoretische Grundsatz, dass die Handlungsfähigkeit Voraussetzung für den Taklīf ist, wurde also von ihm nicht angetastet. Den Menschen sei nur das befohlen, so lehrte er, was sie auch leisten konnten. Abū l-Yusr al-Bazdawī (gest. 1099) erklärt, dass nach der Lehre al-Aschʿarīs Gott in einer Hinsicht zum Unerfüllbaren verpflicht habe und in einer anderen Hinsicht nicht. Denn er habe denjenigen, der nicht die Fähigkeit zu einer Handlung habe, mit dieser Handlung beauftragt, denjenigen, der nicht das passende Werkzeug dazu habe, aber nicht.

### Differenzierende Darstellungen in der aschʿaritischen Apologetik
Der Taklīf mā lā yutāq war eine der auffälligsten Lehrpunkte der Aschʿariten und spielte eine wichtige Rolle in muʿtazilitischen und imamitischen Angriffen gegen ihre Lehre. Um ihre Schule gegen diese Angriffe zu verteidigten, versuchten einige Aschʿariten, die Bedeutung dieser Lehre zu relativieren. Der jemenitische Aschʿarit al-Yāfiʿī (gest. 1367), der eine anti-muʿtazilitische Schrift verfasste, erklärte darin, das nach der bekannten Lehre von Abū l-Hasan al-Aschʿarī, seinen Gefährten und den wahren Imamen die Verpflichtung zum Unerfüllbaren möglich sei, damit allerdings nur eine Heimsuchung (ibtilāʾ) und eine Unfähigkeitserklärung (taʿǧīz) gemeint seien. Schon Ibn Fūrak habe geäußert, dass es im Offenbarungsgesetz keine Verpflichtung zum Unmöglichen gebe, wenn es sie jedoch gäbe, diese aufgrund der Allmacht Gottes möglich wäre. Gemeint sei damit allerdings nicht die Ausführung einer Handlung, die ihnen befohlen wurde, sondern ein Zeichen für die Verworfenheit von Ungläubigen wie in der koranischen Aussage über die Missetäter, die am Tag der Auferstehung aufgerufen werden, niederzufallen, es aber nicht vermögen (Sure 68:42).
Einen ähnlichen Weg beschritt der persische Aschʿarit al-Fadl ibn Rūzbihān al-Chundschī (gest. 1520), der eine Widerlegung zu der theologischen Abhandlung Nahǧ al-ḥaqq wa kašf al-ṣidq des imamitischen Schiiten al-ʿAllāma al-Hillī verfasste und darin die aschʿaritische Lehre gegen dessen Angriffe verteidigte. Er erklärte darin: „Die Lehrauffassung der Aschʿariten ist, dass ein Taklīf mā lā yutāq denkbar (ǧāʾiz) ist.“ Mit dieser Denkbarkeit sei allerdings nur die intrinsische Möglichkeit (al-imkān aḏ-ḏātī) gemeint. Die Aschʿariten seien sich aufgrund von Induktion darüber einig, dass der Taklīf mā lā yutāq in der Scharia nie eingetreten ist. Um die aschʿaritische Position zum Taklīf mā lā yutāq verständlich zu machen, hielt al-Chundschī es für notwendig, drei Grade des Unerfüllbaren (mā lā yuṭāq) zu unterscheiden:
1. Die Unerfüllbarkeit, bei der die Handlung wegen des göttlichen Wissens über sein Nicht-Eintreten ausgeschlossen ist oder deswegen, weil sich der Wille und die Mitteilung Gottes an sein Nicht-Eintreten gebunden hat. Die Belastung damit ist nach al-Chundschī möglich und tritt nach dem Konsens sogar ein, weil sonst der Sünder mit seinem Unglauben und Laster nicht zum Glauben und zur Unterlassung von großen Sünden verpflichtet wäre.[122] Al-Chundschī erklärt, dass bei Handlungen, die wegen des göttlichen Wissens über ihr Nicht-Eintreten ausgeschlossen seien, sich die Handlungsfähigkeit (qudra) des Menschen nicht daran binden könne, wohl aber eine Belastung damit möglich sei.[123]
2. Die Unerfüllbarkeit, bei der die Handlung von ihrem eigenen Verständnis her nicht eintreten kann, wie die Verbindung von Gegensätzen (ǧamʿ aḍ-ḍiddain), die Umkehrung von Wahrheiten und die Vernichtung des Urewigen.[124] Hier habe die eine Gruppe der Aschʿariten die Möglichkeit der Belastung mit dem Argument negiert, dass das durch sein Wesen Ausgeschlossene unvorstellbar sei. Die andere Gruppe habe gelehrt, dass dieses zwar vorstellbar sei, aber die Verpflichtung damit grundsätzlich nicht möglich sei, weil mit dieser Möglichkeit die wesenseigene Möglichkeit gemeint sei, die Verpflichtung zu etwas Ausgeschlossenem jedoch die Forderung nach Erreichung dessen sei, was nicht zum Wesen gehöre, und dies nichtig sei.[125]
3. Die Unerfüllbarkeit, die daraus besteht, dass es sich um Handlungen handelt, zu denen Sterbliche üblicherweise kein Handlungsvermögen haben, wie die Erschaffung von Körpern, das Tragen eines Berges oder das Fliegen in den Himmel.[126] Diese Art der Unerfüllbarkeit ist nach al-Chundschī der eigentliche Streitpunkt zwischen Muʿtaziliten und Aschʿariten. Während erstere sie wegen ihrer vernunftmäßigen Schimpflichkeit ausschlössen, hielten letztere eine solche Belastung wegen der wesenseigenen Möglichkeit für denkbar, lehrten jedoch, dass sie nicht eingetreten sei. Es verhalte sich damit wie mit den anderen möglichen Dingen, die die Aschʿariten für denkbar hielten, wie die Gottesschau. Dass man diese Dinge für denkbar halte, bedeute nicht notwendigerweise, dass sie auch eintreten.[127]

Der Imamit Nūrallāh at-Tustarī, der eine Replik zu al-Chundschīs Werk verfasste, wirft darin diesem vor, mit seiner Einschränkung der Möglichkeit des Taklīf mā lā yutāq auf die wesenseigene Möglichkeit unter Ausschluss der realen Möglichkeit nur die Lehrmeinung einiger späterer Aschʿariten wiedergegeben habe, die vor den „schändlichen Lehren“ ihres Meisters ausgewichen seien, während al-Hillī über die Lehrauffassung al-Aschʿarīs und seiner frühen Anhänger habe sprechen wollen. Dass sie auch einen wirklichen Taklīf mā lā yutāq annahmen, sieht er deswegen als erwiesen an, weil sie mit der Verpflichtung Abū Lahabs zum Glauben argumentiert hatten und al-Ghazālī darauf verwiesen hatte, dass sich die al-Aschʿarīs Position notwendigerweise aus seiner speziellen Handlungstheorie ergebe. Die Aussage, dass sich die Aschʿariten darüber einig seien, dass der Taklīf mā lā yutāq in der Scharia nie eingetreten ist, weist at-Tustarī als eine blanke Lüge zurück.

## Al-Baghdādī: Die Muʿtaziliten als Verfechter des Taklīf mā lā yutāq
Zwar galten eigentlich die Aschʿariten als die Verfechter der Taklīf-mā-lā-yutāq-Lehre, doch gab es im frühen 11. Jahrhundert mit ʿAbd al-Qāhir al-Baghdādī einen Theologen, der zu beweisen versuchte, dass die Muʿtaziliten die eigentlichen Verfechter dieser Lehre seien. Al-Baghdādī war selbst Aschʿarit, verwarf jedoch, wie oben gezeigt, die Lehre vom Taklīf mā lā yutāq. In einem seiner Werke, dass sich eigentlich mit der Abrogationstheorie befasst, erklärt er, dass es bei den Muʿtaziliten hinsichtlich des Taklīf zwei unterschiedliche Auffassungen gebe. Die eine Auffassung, die von Abū ʿAlī al-Dschubbā'ī (gest. 916) und seinem Sohn vertreten worden sei, hielte es für zulässig, dass das Handlungsvermögen bis zur Handlung anhält, hielte es aber auch für möglich, dass es vor der Handlung durch Unfähigkeit untergehe. Wenn es auf solche Weise untergehe, dann halte die Verpflichtung bis zu dem Zeitpunkt der Handlung an. Der Mensch sei nun unfähig gemacht durch das Handlungsvermögen, das er vorher besaß. Dies sei die Verpflichtung des Unfähigen (taklīf al-ʿāǧiz). Nach der anderen Auffassung, die von al-Kaʿbī (gest. 931) vertreten worden sei, schwinde die Handlungsfähigkeit nach ihrer Entstehung wieder und sei im Augenblick der Handlung nicht existent, wobei die beiden Zeitpunkte weit auseinanderliegen könnten. Da der Mensch zwischen den beiden Zeitpunkten mukallaf sei, handele es sich um einen Taklīf mā lā yutāq. Al-Baghdādī weist diese Vorstellung von dem Eintritt einer Handlung ohne Handlungsfähigkeit als abstoßend zurück. Das sei wie jemand, der es für möglich halte, ein Haus ohne Feuer anzuzünden. Wenn man trotz des Verlustes der Handlungsfähigkeit ein Fortbestehen der Verpflichtung annehme, dann sei man wie jemand, der seinem Knecht eine Leiter gebe, damit er damit drei Stunden später aufs Dach steige, ihm vor dem entscheidenden Augenblick die Leiter aber wieder wegnehme und sie verbrenne. Al-Baghdādī meint, dass seine Ausführungen gezeigt hätten, dass es nicht die Aschʿariten, sondern in Wirklichkeit die Muʿtaziliten seien, die eine Verpflichtung zum Unerfüllbaren und eine Verpflichtung des Unfähigen lehrten, obwohl sie dies unzulässigerweise seinen eigenen Gefährten vorwarfen.